# 鱗片扁帽螺
鱗片扁帽螺（学名：[Phenacolepas galathea] 错误：{{Lang}}：文本有斜体标记（帮助））为扁帽螺科扁帽螺屬下的一个种。

## 扩展阅读
- 維基物種上的相關：鱗片扁帽螺